# Didier Jeunesse
 (août 2022).
Pour les articles homonymes, voir Didier et Jeunesse.
Didier Jeunesse est une maison d'édition française spécialisée en littérature jeunesse. Elle est issue du développement autonome d'un département spécifique des éditions Didier créé en 1988.

## Historique
La collection « Les Petits Lascars » a été initialement créée chez Didier dans le cadre d'un projet de l'équipe du CREDIF de l'École normale supérieure de Saint-Cloud destiné à l'apprentissage du français pour les enfants d'âge préscolaire, de familles francophones ou non.
Michèle Moreau, initialement éditrice scolaire, passionnée par les comptines, est convaincue que le projet peut intéresser un public moins restreint que celui de l'enseignement pré-élémentaire et scolaire et décide donc de l'élargir.
Plusieurs collections sont lancées :
- « Buissonnière » (1990), albums documentaires autour de la nature,
- « Les Petits Cousins » (1992), recueils bilingues de comptines traditionnelles avec cassettes,
- « Comptines du monde », pour proposer à tous les enfants issus de l’immigration un lien avec leur culture d’origine, avec la langue de leurs parents ou de leurs proches,
- la collection « Pirouette » (1994), Une souris verte, le premier titre de Charlotte Mollet obtient le Prix Sorcières,
- les collections spécifiques d'albums (avec deux séries, respectivement pour les enfants  jusqu'à 7 ans et pour les enfants lecteurs de plus de 7 ans), le livre Les Sirènes de Belpêchao de Magali Le Huche remportant à son tour le Prix Sorcières en 2006,
- les livres-disques : À pas de velours (1999), Comptines et berceuses du baobab (2002), Monsieur Satie (2005), etc.
- la collection Contes du temps d'avant Perrault (lancée en 2010) ambitionne de restituer aux contes leur "saveur première".
- «Cligne Cligne» (2012-2022), confiée à Loïc Boyer, est une collection patrimoniale qui aura publié, souvent pour la première fois en France, des albums du XXe siècle
- Livre-disque "Berceuses pour petits noctambules"  Coup de coeur 2014 de l'Académie Charles Cros. Auteur/compositeur/interprète : Gibus. Illustratrice : Marie Mahler
- Livre-disque "Tam-tam dans la brousse" Auteur/compositeur/interprète : Gibus. Illustrateur : Charles Dutertre.

Depuis quelques années, Didier jeunesse élargit son champ d'activité à l'ensemble de la littérature jeunesse :
2010 voit l'arrivée de la bande dessinée pour les petits avec Tétine Man
En 2011, c'est le début de la fiction, avec la publication du premier roman pour enfants à partir de 10/11 ans : Sublutetia, La Révolte de Hutan, de Eric Senabre qui signe le premier volume d'une trilogie, un récit d'aventures sous Paris, avec des inspirations steampunk à la Jules Verne. 
Des CD reprenant les grands succès sont diffusés dans le circuit des disquaires par Harmonia Mundi.
Depuis janvier 2003, les éditions Didier Jeunesse, rattachées directement au groupe Alexandre Hatier appartenant à Hachette Livre, sont devenues d'un point de vue organisationnel et financier indépendantes des éditions Didier. Elles ajoutent officiellement à leurs missions celles d'éditeur musical et de producteur[source secondaire nécessaire].

## Livres-disquesComptines du monde
- Comptines et berceuses du baobab, Chantal Grosléziat, Elodie Nouhen et Paul Mindy. 2002. (ISBN 9782278052776)
- Comptines et berceuses de vanille, Nathalie Soussana et Magalie Attiogobé. Paris 2020.  (ISBN 9782278091348).
- Comptines de cajou et de coco. Nathalie Soussanaez et Judith GUEYFIER. (ISBN 9782278089390)
- Comptines et chansons du papagaio. Magdeleine Lerasle et Aurélia Fronty.  (ISBN 9782278082223)
- Comptines et berceuses de Babouchka. Nathalie Soussana et Sacha Polinakova.  (ISBN 9782278056507)